# 比利亚尔塔德洛斯蒙特斯
比利亚尔塔德洛斯蒙特斯，是西班牙埃斯特雷马杜拉巴达霍斯省的一个市镇。总面积123平方公里，总人口631人（2001年），人口密度5人/平方公里。